# Eurycryptus sakaguchii
Eurycryptus sakaguchii là một loài tò vò trong họ Ichneumonidae.